# 広島県道355号大崎下島循環線
広島県道355号大崎下島循環線（ひろしまけんどう355ごう おおさきしもじまじゅんかんせん）は、広島県呉市を通る一般県道である。

## 概要
大崎下島を一周する。
担当事務所は呉。1日当たりの交通量は、2,113台となっている。豊島大橋から平羅橋までは大崎下島広域農道と重複区間になっている。
第二次世界大戦以前より日本の海上交通の要衝だった御手洗や海駅の存在した久比地区を有し、県道が開通する前の集落間の連絡は海上交通が主となっていた。一方、陸路については集落内のみ整備されている状況で、集落間は山や海岸線で遮られている状態で、島を回る道路は整備されていなかった。
そのため、第二次大戦中より計画が模索され、1946年（昭和21年）から旧大長村・久友村・御手洗町により大崎下島を一周する道路の建設を開始。1948年（昭和23年）には大崎下島一周道路期成同盟を結成。同年、久友村が後に県道になる野坂隧道を建設。
1953年（昭和28年）には、大崎上下島一周道路期成同盟に発展。大崎上島と大崎下島に属していた、9町村連名で大崎上下島一周道路開通陳情書を提出。当時から特産物であった柑橘類の生産、また周辺町村の合併や観光に貢献するものとしていた。
その後、1956年（昭和31年）に御手洗町・大長村・久比村が合併して豊町が成立。1960年（昭和35年）10月10日に広島県告示第682号により指定された。指定当時の路線は、豊町御手洗と豊浜町大浜を結ぶ御手洗、大浜線とされ、総延長は8.425 km、改良済み区間は3.078 mで改良区間も簡易舗装だった。それ以外の未実改良区間は真砂土の路面で、指定当時は整備されてない所も存在し、道も狭くオート三輪が走れない区間も存在した。また、県道指定以外の区間は町道で県道指定区間よりも改良が進んでいなかった。指定当時の島内の車両は、貨物自動車20台、特殊自動車30台の計50台しか走っていなかった。
その後道路の整備が進んだことで、近くの島への農作への移動手段は農船から軽貨物車に変わりフェリー移動が増え、1975年に出作農民組合を結成。たことで、1977年（昭和52年）に当時運航していた山陽商船によるフェリー運賃2割値上げに反対する署名1335人分を県庁に提出した。

### 路線データ
- 起点：広島県呉市豊町大長[注釈 2]（呉市役所豊支所前）
- 終点：広島県呉市豊町大長[注釈 2]（呉市役所豊支所前）
- 路線延長：19.491 km[注釈 1][1]
- 路線面積：152,635 m2[注釈 4][1]

## 歴史
- 1960年（昭和35年）10月10日 - 広島県告示第682号により指定[1]。指定当時は、豊田郡豊町と豊田郡豊浜村を通る路線だった。
- 1969年（昭和44年）11月3日 - 豊田郡豊浜村が町制を施行し、豊田郡豊浜町になる。
- 1992年（平成4年）11月30日 - 豊浜大橋が完成したことで豊島と接続。
- 1998年（平成10年）11月6日 - 中の瀬戸大橋が完成したことで岡村島と接続。
- 2005年（平成17年）3月20日 - 豊田郡豊町・豊浜町が呉市と合併し、呉市内を走る路線になる。

## 路線状況

### 通行規制区間
2017年（平成29年）度時点、呉市豊浜町字大浜 - 呉市豊町字宇留明（8.1 km）が通行規制区間（落石等）に指定されている。2016年度は、6回・82時間通行止になった。迂回路は、大崎下島循環線の残りの区間が指定されている。

### 重複区間
- 大崎下島広域農道（呉市豊浜町大字大浜 - 呉市豊町大長）

### 道路施設

#### 橋梁
- 大長大橋（呉市）
- 豊大橋（呉市）

#### トンネル
- 野坂トンネル：延長65 m、1954年（昭和29年）竣工、呉市

## 地理

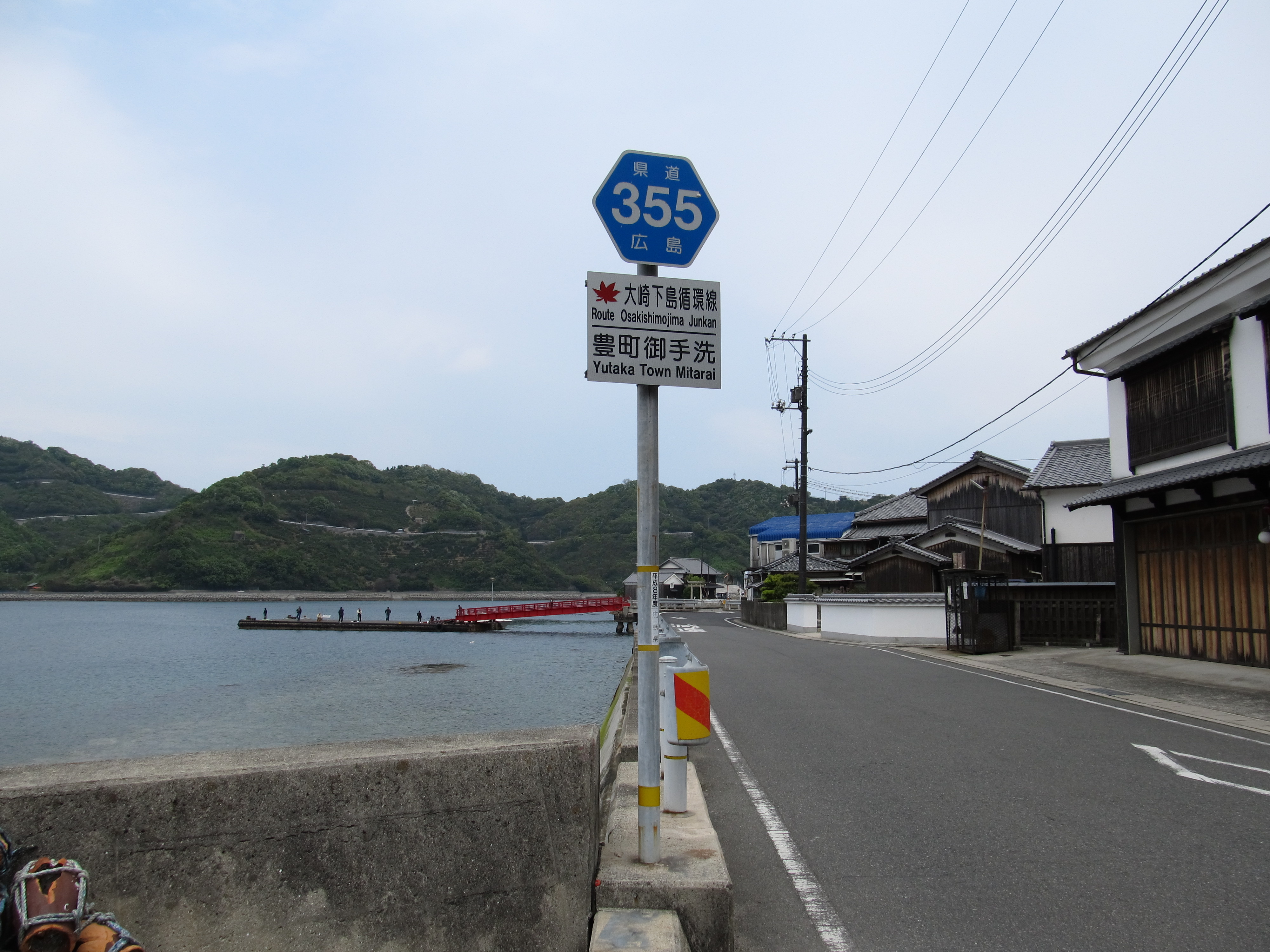
御手洗港付近

愛媛方面・広島方面とも接続道路は農道橋であり、県道には認定されていない。よって本路線は一切接続する県道を持たない。

### 通過する自治体
- 広島県
  - 呉市

### 交差する道路
| 交差する道路                             | 交差する場所   | 補足       |
| ---------------------------------------- | -------------- | ---------- |
| 大崎下島広域農道 重複区間起点 / 豊浜大橋 | 豊浜町大字大浜 | [ 補足 1 ] |
| 大崎下島広域農道 重複区間終点 / 平羅橋   | 豊町大長       | [ 補足 2 ] |

1. ↑  呉市豊浜町大字大浜から豊浜大橋・豊島大橋・蒲刈大橋・安芸灘大橋（安芸灘諸島連絡架橋4 - 1号橋）を経由して本州本土まで自動車で行ける。
2. ↑  呉市豊町大長から平羅橋・中の瀬戸大橋・岡村大橋（安芸灘諸島連絡架橋5 - 7号橋）を経由して岡村島（愛媛県今治市）まで自動車で行ける。
その先（広島県大崎上島・広島県大三島）については架橋構想はあるが橋梁の建設は始まっていない。岡村港フェリーターミナルから大三島・今治市（四国本土）までのフェリーが出航している。

### 沿線
大長大橋を起点に時計回りに記載する。
大崎下島を一周し、2005年（平成17年）3月20日の市町村合併以降広島県呉市に属している。
- 豊町大長
  - 豊市民センター（呉市役所豊支所）・呉市有線テレビジョン放送施設・みかんメッセージ館
- 豊町御手洗
  - 御手洗港 → 至 大崎上島・竹原市（高速船） - 大崎上島・竹原市に行く高速船（1日7便）が出ている[8]。
  - 御手洗町並み保存地区
- 豊町沖友
  - 沖友天満宮
- 豊浜町大浜
  - 大浜港 → 至 斎島（旅客船） - 斎島に行く旅客船（1日4便）が出ている[9]。
- 豊浜町立花
  - 日本一のジャングルジム 架橋記念公園
  - 呉市消防局東消防署大崎下島出張所
  - 豊島大橋（大崎下島広域農道） → 至 豊島
    - 豊島大橋から平羅橋まで大崎下島広域農道と重複

  - 立花港 → 至 斎島（旅客船）
- 豊町久比
  - 呉市立豊小学校
  - 久比港 → 至 三角島（フェリー） - 三角島に行くフェリー（1日平日5便・休日4便、11月1日から2月末日までは1日平日7便・休日5便）が出ている[10]。
- 豊町大長
  - 平羅橋（大崎下島広域農道） → 至 岡村島
  - 小長港・ゆたか海の駅 →  至 大崎上島（フェリー） - 大崎上島に行くフェリー（1日12便）が出ている[11]。
  - 大長港 → 至 大崎上島・竹原市（高速船）